# Disperis cordata
Disperis cordata är en orkidéart som beskrevs av Olof Swartz. Disperis cordata ingår i släktet Disperis och familjen orkidéer. Inga underarter finns listade i Catalogue of Life.